# Spetsbergsvallmo
Spetsbergsvallmo (Papaver dahlianum) är en art i släktet Papaver inom familjen vallmoväxter. Den förekommer allmänt på Svalbard, nordöstra Grönland samt i ett område i Nordnorge. Spetsbergsvallmo omnämns ofta som ”Svalbards nationalblomma”. Vissa auktorer klassificerar arten som en underart till fjällvallmo (Papaver radicatum). Tidigare delades den upp i underarterna P. dahlianum subsp. polare, spetsbergsvallmo, och P. dahlianum subsp. dahlianum, tanavallmo, där den senare avsåg de norska bestånden.
Växten blir 10–25 cm hög och har långa, parflikiga basalblad som formar en rosett. Stjälken är slank och glest styvhårig. Frukten är en omvänt äggformad kapsel (bredast mot toppen) som innehåller 40 eller fler frön; även den är täckt med styva hår. Blomman är oftast vit, men även gula exemplar finns hos vissa populationer på Varangerhalvön. Den skiljer sig från talviksvallmo genom att ha vit, ej gul, mjölksaft, vanligen bågböjd, ej rak, stjälk, samt en mindre kraftigt välvd märkesskiva. Kronbladen blir, liksom hos talviksvallmo, fjällvallmo och laestadiusvallmo blågröna vid torkning, men arten (och talviksvallmon) skiljer sig från de båda senare genom att dessa har en kapsel som är cylindrisk eller bredast kring mitten (de har också vanligen en plan eller något konkav märkesskiva).

## Utbredning
Spetsbergsvallmon är inte särskilt konkurrenskraftig och kan endast etablera sig på platser med få andra växter. Arten är amfiatlantisk och förekommer mellan Tajmyrhalvön i Ryssland och Kanadas arktiska öar. Främst finns den på Svalbard, i nordöstra Grönland och på de västra och norra delarna av Varangerhalvön i Nordnorge.
På Varangerhalvön finns Spetsbergsvallmo bara i små och relativt isolerade delpopulationer, vilket innebär små chanser till återkolonisation om de dör ut. Arten förekommer i livsmiljöer som sannolikt inte är särskilt sårbara när det gäller klimatförändringar, som älvmynningar och buskmark. Spetsbergsvallmo klarar troligen också något förhöjda temperaturer, trots att det är en arktisk art.
Spetsbergsvallmo växer på grus, vid vägkanter och talusformationer. Den innehar också rekordet i höjdnivå bland blomväxter på Svalbard.

## Rödlistning
Spetsbergsvallmo har en generationstid på tio år. 2021 klassades arten som starkt hotad (EN) i Norges rödlista. Detta var på grund av dess begränsade utbredningsområde, som består av små delpopulationer, i kombination med en pågående minskning av antalet reproduktiva individer.
Detta är en försämring jämfört med tidigare bedömningar som gjordes 2015 och 2010, där den endast klassades som sårbar (VU). Anledningen till denna ändring var en ny tolkning av tidigare data.